# Acer sino-oblongum
Acer sino-oblongum là một loài thực vật có hoa trong họ Bồ hòn. Loài này được Metcalf mô tả khoa học đầu tiên năm 1932.